# Титенко Опанас Михайлович
Тите́нко Пана́с Миха́йлович (нар. 18 лютого 1963, Київ) — український художник, Член Національної спілки художників України (1990), з 2017 старший викладач кафедри живопису в Київській державній академії декоративно-прикладного мистецтва і дизайну імені Михайла Бойчука. Працює в галузі станкового і монументального живопису. Спеціалізується на пейзажі, натюрморті та портреті.
З 1986 року є учасником у всеукраїнських виставок.
З 1995 року роботи експонуються на різноманітних міжнародних арт-проектах. Найвідоміші з них є аукціони: «Bonhams», «John Nicolson» Велика Британія, а також галереї: «Roy Miles Gallery» Лондон і «Hanover Fine Arts» Единбург.
В 2018 році був нагороджений грамотою Київської державної академії декоративно-прикладного мистецтва і дизайну імені Михайла Бойчука.

## Біографія
Народився у Києві 18 лютого 1963 року. Батько — Михайло Опанасович Титенко. Мати — Антоніна Іванівна Титенко.
У 1987 році закінчив Національну академію образотворчого мистецтва і архітектури.
Член Національної Спілки художників України (1990).
З 1988 року співпрацює з  «Danusha Fine Art» Велика Британія). Упродовж 2014—2015 рр. співпрацював з «The Walt Disney company».
Співорганізатор та учасник Міжнародного мистецького проекту «Соломія» (з 2018).
Член журі конкурсу з живопису «Портрет. Пейзаж» (з 2019).

## Твори
- https://kdidpmid.edu.ua/academy/tytenko-opanas-myhajlovych/%5B%5D